# Voelkel
Voelkel är en tillverkare av safter och läskedrycker i Höhbeck i Tyskland. 
Företaget grundades 1936 av Karl och Margret Voelkel. De började odla i den egna trädgården och utvecklades detta sedermera till ett musteri. Under 1940-talet tog Harm Voelkel över familjeföretaget och idag är det Stefan Voelkel som leder företaget. Man har 130 olika produkter och 85 anställda. Företaget säljer framförallt till olika typer av ekologiska handlare.